# Olympische Sommerspiele 2020/Leichtathletik – Diskuswurf (Frauen)
Der Diskuswurfwettkampf der Frauen bei den Olympischen Spielen 2020 in Tokio wurde am 31. Juli und 2. August 2021 im neuerbauten Nationalstadion ausgetragen.
Olympiasiegerin wurde die US-Amerikanerin Valarie Allman. Silber gewann die Deutsche Kristin Pudenz, Bronze ging an die Kubanerin Yaimé Pérez.

## Aktuelle Titelträgerinnen
| Olympiasiegerin                         | Sandra Perković ( Kroatien)     | 69,21 m | Rio de Janeiro 2016 |
| Weltmeisterin                           | Yaimé Pérez ( Kuba)             | 69,17 m | Doha 2019           |
| Europameisterin                         | Sandra Perković ( Kroatien)     | 67,62 m | Berlin 2018         |
| Nord-/Zentralamerika-/Karibik-Meisterin | Yaimé Pérez ( Kuba)             | 61,97 m | Toronto 2018        |
| Südamerikameisterin                     | Andressa de Morais ( Brasilien) | 62,42 m | Lima 2019           |
| Asienmeisterin                          | Feng Bin ( Volksrepublik China) | 65,36 m | Doha 2019           |
| Afrikameisterin                         | Chioma Onyekwere ( Nigeria)     | 58,09 m | Asaba 2018          |
| Ozeanienmeisterin                       | Kimberly Mulhall ( Australien)  | 55,88 m | Townsville 2019     |

## Rekorde

### Bestehende Rekorde
| Weltrekord         | Gabriele Reinsch ( DDR) | 76,80 m | Neubrandenburg, DDR (heute Deutschland) | 9. Juli 1988       |
| Olympischer Rekord | Martina Hellmann ( DDR) | 72,30 m | Finale OS Seoul, Südkorea               | 29. September 1988 |

Der bereits seit 1988 bestehende olympische Rekord wurde auch bei diesen Spielen nicht erreicht. Der weiteste Wurf gelang der US-amerikanischen Olympiasiegerin Valarie Allman mit 68,98 m in ihrem ersten Versuch des Finals am 2. August. Damit blieb sie 3,32 m unter dem Olympia- und 7,82 m unter dem Weltrekord.

### Rekordverbesserung
Es gab einen neuen Landesrekord:

63,66 m – Daisy Osakue (Italien), Qualifikation (Gruppe B) am 31. Juli, zweiter Versuch

## Legende
Kurze Übersicht zur Bedeutung der Symbolik – so üblicherweise auch in sonstigen Veröffentlichungen verwendet:
| – | verzichtet                            |
| x | ungültig                              |
| r | Wettkampf nicht fortgesetzt (retired) |

## Qualifikation
Die Athletinnen traten zu einer Qualifikationsrunde in zwei Gruppen an. Zwei Werferinnen (hellblau unterlegt) übertrafen die Qualifikationsweite für den direkten Finaleinzug von 64,00 m. Damit war die Mindestanzahl von zwölf Finalteilnehmerinnen nicht erreicht. So wurde das Finalfeld mit den zehn nächstbesten Wettbewerberinnen beider Gruppen (hellgrün unterlegt) auf zwölf Sportlerinnen aufgefüllt. Für die Finalteilnahme waren schließlich 61,52 m zu erbringen.

### Gruppe A

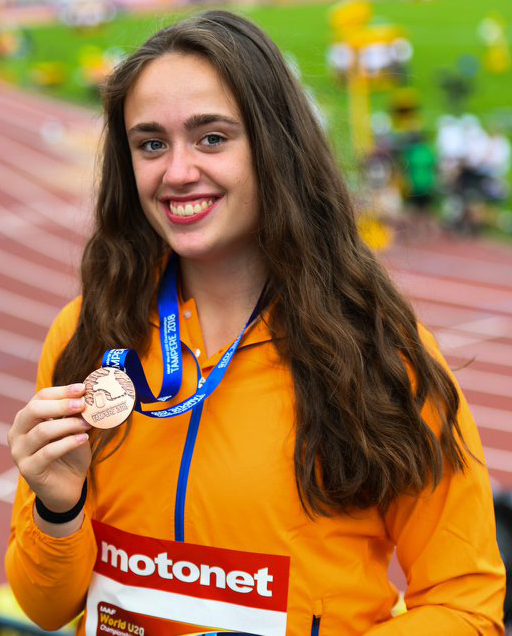
Jorinde van Klinken – ausgeschieden mit 61,15 m

31. Juli 2021, 09:30 Uhr (02:30 Uhr MESZ)
| Platz | Name                      | Nation              | 1. Versuch | 2. Versuch | 3. Versuch | Weite (m) |
| ----- | ------------------------- | ------------------- | ---------- | ---------- | ---------- | --------- |
| 1     | Sandra Perković           | Kroatien            | 63,75      | x          | x          | 63,75     |
| 2     | Kristin Pudenz            | Deutschland         | 63,53      | x          | 63,73      | 63,73     |
| 3     | Shadae Lawrence           | Jamaika             | 59,55      | 62,27      | x          | 62,27     |
| 4     | Jorinde van Klinken       | Niederlande         | x          | 61,15      | x          | 61,15     |
| 5     | Mélina Robert-Michon      | Frankreich          | x          | 60,88      | 59,81      | 60,88     |
| 6     | Seema Punia               | Indien              | x          | 60,57      | 58,93      | 60,57     |
| 7     | Chrysoula Anagnostopoulou | Griechenland        | 57,06      | 59,18      | 58,55      | 59,18     |
| 8     | Su Xinyue                 | Volksrepublik China | 55,37      | 58,90      | 57,85      | 58,90     |
| 9     | Denia Caballero           | Kuba                | x          | 57,96      | x          | 57,96     |
| 10    | Fernanda Martins          | Brasilien           | x          | 57,90      | x          | 57,90     |
| 11    | Irina Rodrigues           | Portugal            | x          | 54,60      | 57,03      | 57,03     |
| 12    | Rachel Dincoff            | USA                 | 55,10      | x          | 56,22      | 56,22     |
| 13    | Kelsey Card               | USA                 | 54,85      | 55,78      | 56,04      | 56,04     |
| 14    | Alexandra Emilianov       | Moldau              | 54,57      | x          | x          | 54,57     |
| 15    | Natalija Semenowa         | Ukraine             | x          | x          | 54,28      | 54,28     |

Weitere in Qualifikationsgruppe A ausgeschiedene Diskuswerferinnen:

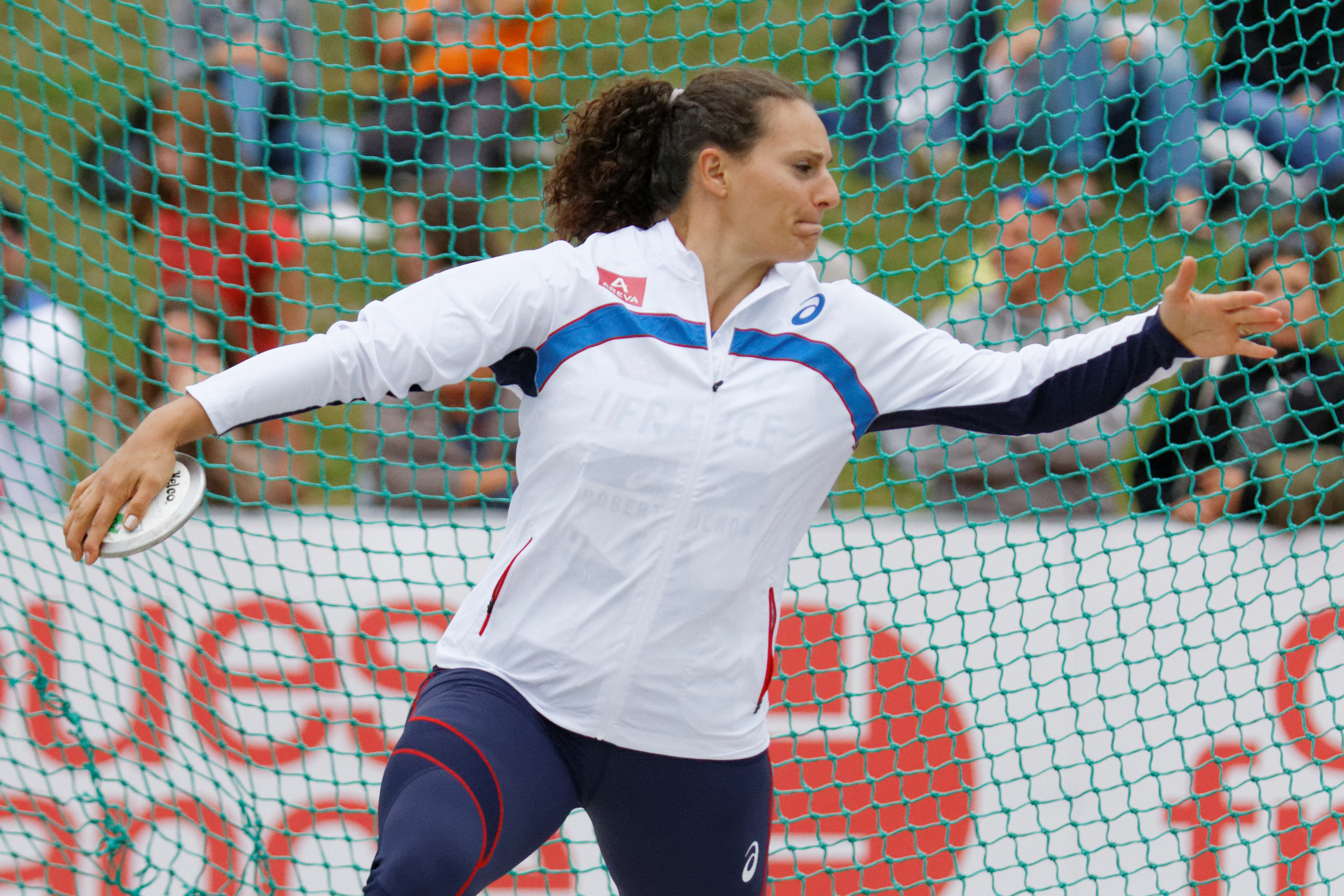
Mélina Robert-Michon – 60,88 m
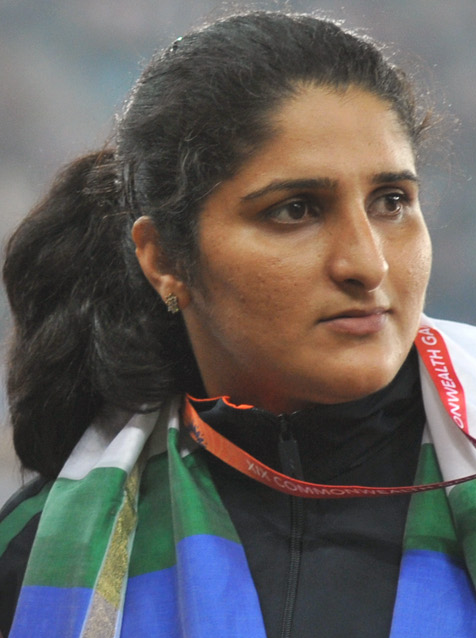
Seema Punia – 60,57 m
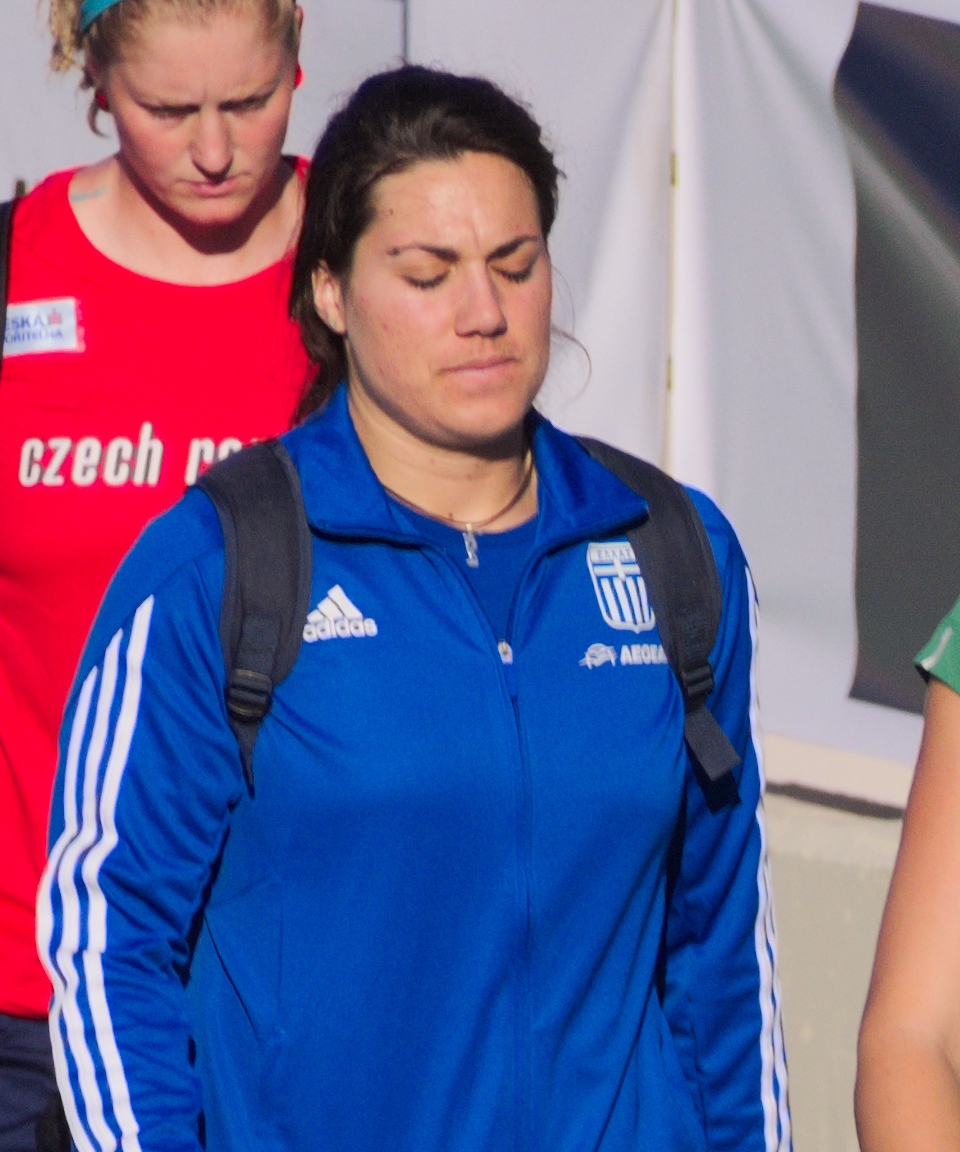
Chrysoula Anagnostopoulou – 59,18 m
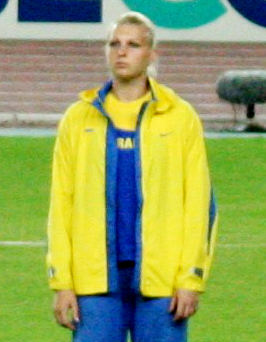
Natalija Semenowa – 54,28 m

### Gruppe B

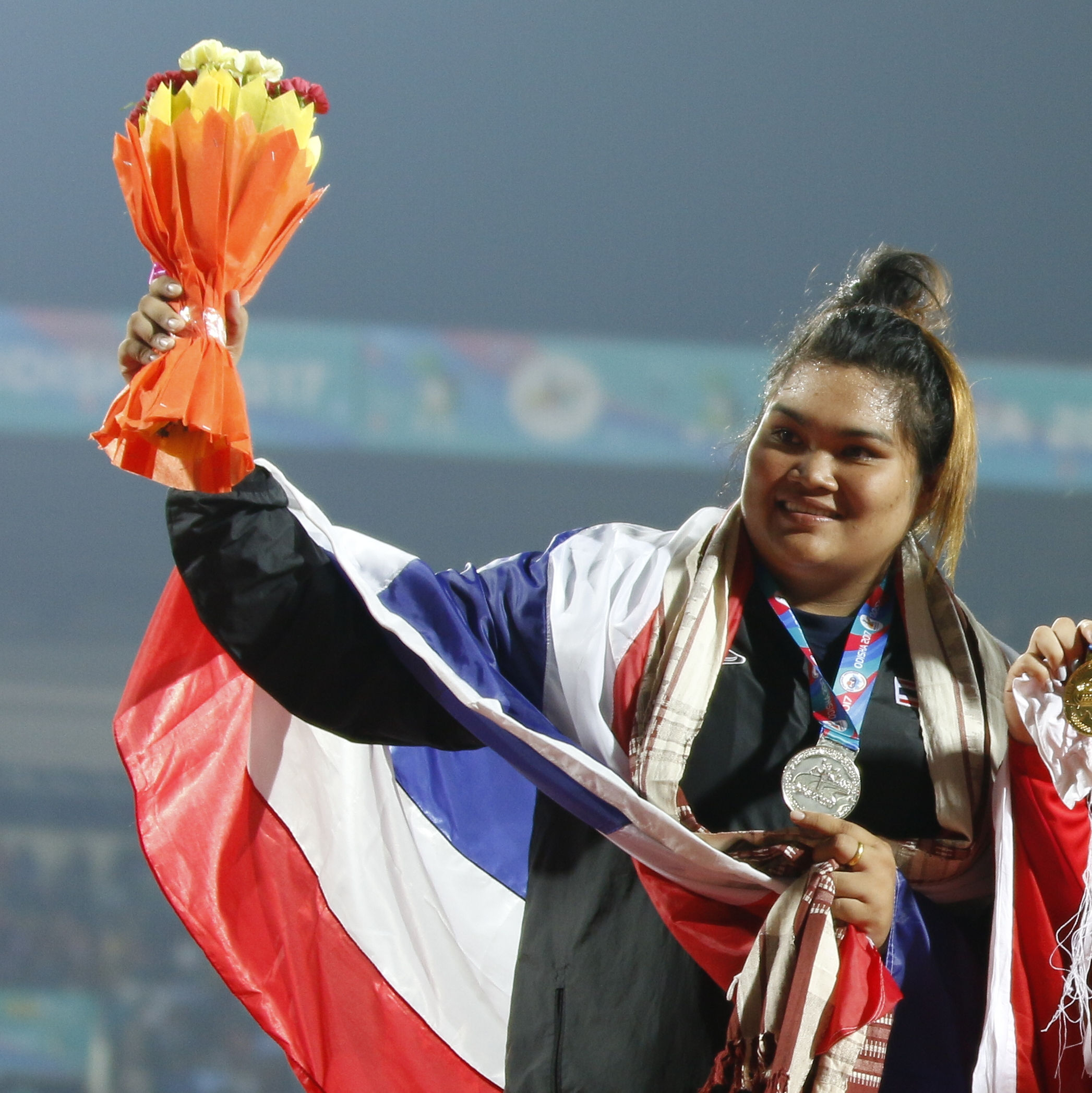
Subenrat Insaeng – ausgeschieden mit 59,23 m

31. Juli 2021, 10:55 Uhr (03:55 Uhr MESZ)
| Platz | Name               | Nation              | 1. Versuch | 2. Versuch | 3. Versuch | Weite (m) | Anmerkung |
| ----- | ------------------ | ------------------- | ---------- | ---------- | ---------- | --------- | --------- |
| 1     | Valarie Allman     | USA                 | 66,42      | –          | –          | 66,42     |           |
| 2     | Kamalpreet Kaur    | Indien              | 60,29      | 63,97      | 64,00      | 64,00     |           |
| 3     | Daisy Osakue       | Italien             | 52,26      | 63,66      | x          | 63,66     | NR        |
| 4     | Marike Steinacker  | Deutschland         | 63,22      | x          | x          | 63,22     |           |
| 5     | Yaimé Pérez        | Kuba                | 62,90      | 63,18      | 59,97      | 63,18     |           |
| 6     | Liliana Cá         | Portugal            | 57,70      | 62,85      | x          | 62,85     |           |
| 7     | Chen Yang          | Volksrepublik China | 62,59      | 61,57      | 62,72      | 62,72     |           |
| 8     | Claudine Vita      | Deutschland         | 62,39      | 62,46      | 62,38      | 62,46     |           |
| 9     | Izabela da Silva   | Brasilien           | 56,14      | 61,52      | 60,64      | 61,52     |           |
| 10    | Marija Tolj        | Kroatien            | 54,76      | 61,48      | 60,33      | 61,48     |           |
| 11    | Feng Bin           | Volksrepublik China | 59,26      | 60,45      | x          | 60,45     |           |
| 12    | Subenrat Insaeng   | Thailand            | 54,99      | 59,23      | 56,82      | 59,23     | SB        |
| 13    | Andressa de Morais | Brasilien           | x          | x          | 58,90      | 58,90     |           |
| 14    | Dani Stevens       | Australien          | 53,01      | 58,77      | 54,60      | 58,77     |           |
| 15    | Dragana Tomašević  | Serbien             | 55,97      | 56,95      | 56,43      | 56,95     |           |
| 16    | Karen Gallardo     | Chile               | 55,36      | 53,89      | 55,81      | 55,81     |           |

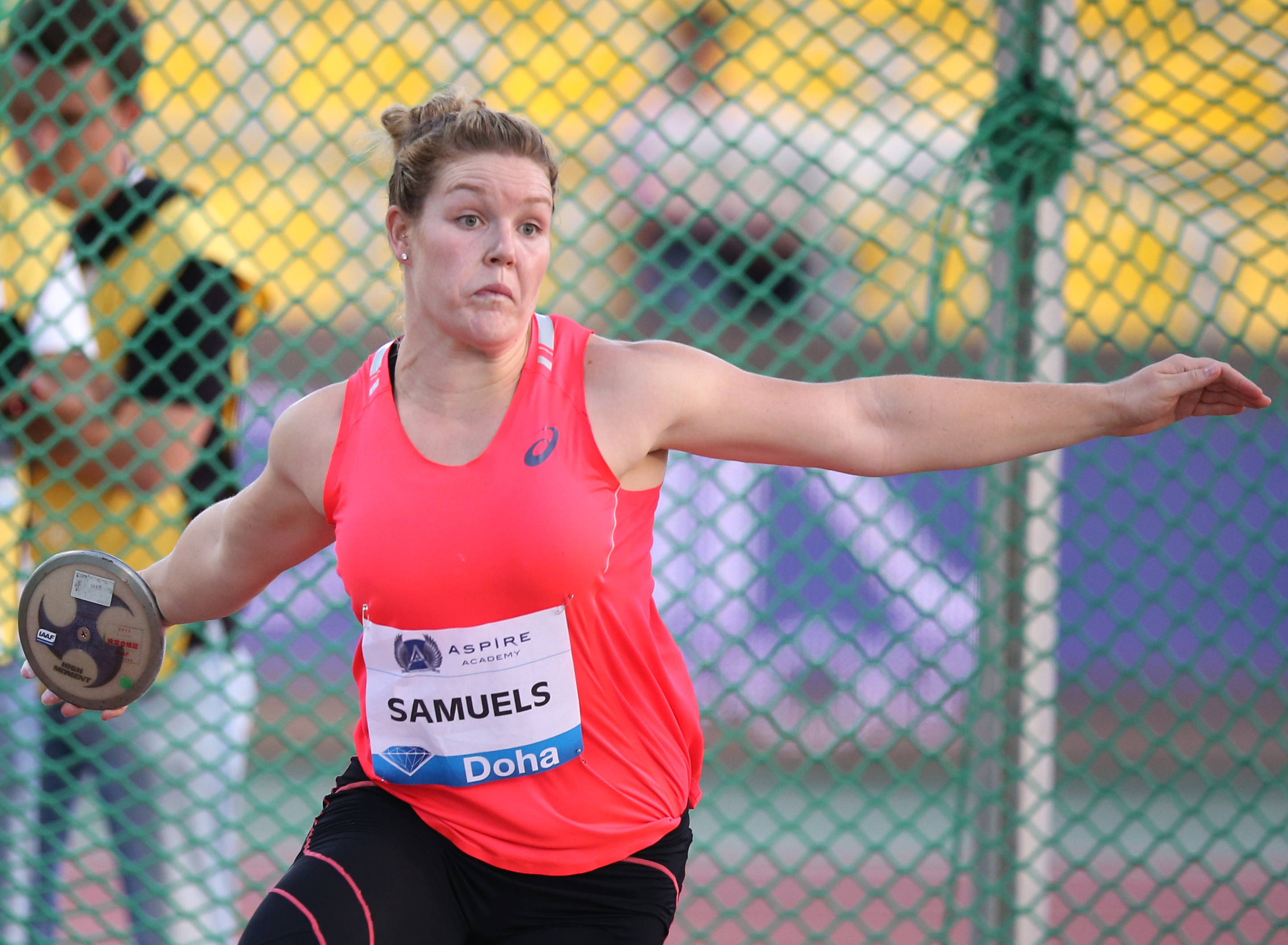
Dani Stevens, frühere Dani Samuels – ausgeschieden mit 58,77 m
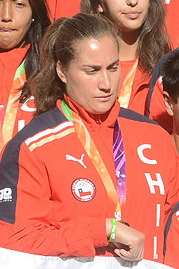
Karen Gallardo – ausgeschieden mit 55,81 m

## Finale

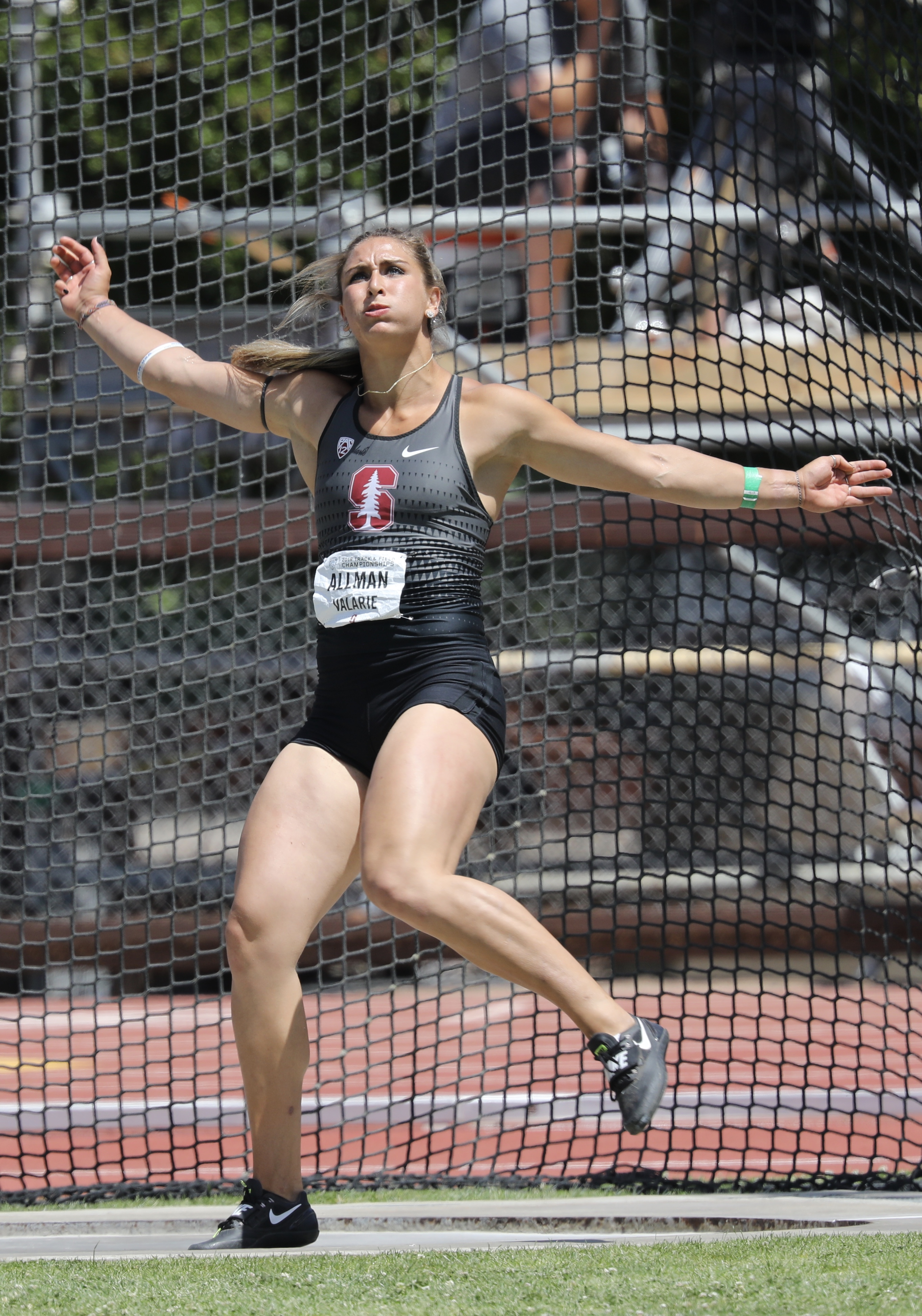
Valarie Allman, schon in der Qualifikation mit
dem weitesten Wurf, wurde Olympiasiegerin

2. August 2021, 20:00 Uhr (13:00 Uhr MESZ)
| Platz | Name              | Nation              | 1. Versuch | 2. Versuch | 3. Versuch | 4. Versuch                                  | 5. Versuch                                  | 6. Versuch                                  | Weite (m) | Anmerkung |
| ----- | ----------------- | ------------------- | ---------- | ---------- | ---------- | ------------------------------------------- | ------------------------------------------- | ------------------------------------------- | --------- | --------- |
| 1     | Valarie Allman    | USA                 | 68,98      | x          | x          | 64,76                                       | 66,78                                       | x                                           | 68,98     |           |
| 2     | Kristin Pudenz    | Deutschland         | 63,07      | 65,34      | 64,35      | x                                           | 66,86                                       | x                                           | 66,86     | PB        |
| 3     | Yaimé Pérez       | Kuba                | 65,72      | 62,16      | 63,20      | 65,20                                       | x                                           | x                                           | 65,72     |           |
| 4     | Sandra Perković   | Kroatien            | 62,53      | x          | 65,01      | x                                           | x                                           | 63,25                                       | 65,01     |           |
| 5     | Liliana Cá        | Portugal            | 62,31      | 63,93      | x          | x                                           | x                                           | r                                           | 63,93     |           |
| 6     | Kamalpreet Kaur   | Indien              | 61,62      | x          | 63,70      | x                                           | 61,37                                       | x                                           | 63,70     |           |
| 7     | Shadae Lawrence   | Jamaika             | 60,22      | 62,12      | 58,98      | 59,46                                       | 59,26                                       | x                                           | 62,12     |           |
| 8     | Marike Steinacker | Deutschland         | x          | 62,02      | x          | x                                           | 60,10                                       | 60,32                                       | 62,02     |           |
|       |                   |                     |            |            |            |                                             |                                             |                                             |           |           |
| 9     | Claudine Vita     | Deutschland         | 60,70      | x          | 61,80      | nicht im Finale der besten acht Werferinnen | nicht im Finale der besten acht Werferinnen | nicht im Finale der besten acht Werferinnen | 61,80     |           |
| 10    | Chen Yang         | Volksrepublik China | 61,57      | 59,59      | 61,43      | nicht im Finale der besten acht Werferinnen | nicht im Finale der besten acht Werferinnen | nicht im Finale der besten acht Werferinnen | 61,57     |           |
| 11    | Izabela da Silva  | Brasilien           | 60,39      | x          | 59,56      | nicht im Finale der besten acht Werferinnen | nicht im Finale der besten acht Werferinnen | nicht im Finale der besten acht Werferinnen | 60,39     |           |
| 12    | Daisy Osakue      | Italien             | 59,97      | x          | x          | nicht im Finale der besten acht Werferinnen | nicht im Finale der besten acht Werferinnen | nicht im Finale der besten acht Werferinnen | 59,97     |           |

Die äußeren Bedingungen für diesen Wettbewerb waren nicht gerade leistungsfördernd, Feuchtigkeit machte es den Werferinnen von Beginn an nicht einfach, große Weiten zu erzielen. Besonders gravierend wurde es während des dritten Durchgangs. Der Regen wurde so stark, dass es nicht mehr möglich war, in dem rutschigen Wurfkreis überhaupt Halt zu finden. Nachdem die Portugiesin Liliana Cá während ihrer Drehungen stürzte, wurde der Wettkampf für 57 Minuten unterbrochen. Ca und die beiden Athletinnen, die vor ihr ohne Aussicht auf Erfolg geworfen hatten, durften ihre Versuche wiederholen, als das Diskuswurffinale wieder aufgenommen werden konnte.
In Durchgang eins mit noch akzeptablen Bedingungen gelang der US-Amerikanerin Valarie Allman ein Wurf auf 68,98 m, eine Weite, an der sich bis zum Schluss alle Konkurrentinnen die Zähne ausbeißen sollten. Die kubanische Weltmeisterin Yaimé Pérez hatte kurz zuvor 65,72 m erzielt und war damit Zweite. Die Abstände dahinter waren eng. Auf Rang drei lag die Deutsche Kristin Pudenz mit 63,07 m vor der zweifachen Olympiasiegerin (2012/2016) und zweifachen Weltmeisterin (2013/2017) Sandra Perković aus Kroatien, die 62,53 m weit geworfen hatte. Cá folgte als Fünfte mit 62,31 m. In Runde zwei gab es einige Verbesserungen. Pudenz kam auf 65,34 m, blieb jedoch knapp hinter Pérez auf dem dritten Platz. Cá zog mit 63,93 m vorbei an Perković auf Rang vier. Auch die Jamaikanerin Shadae Lawrence (62,12 m) und die Deutsche Marike Steinacker (62,02 m) übertrafen jetzt die 62-Meter-Marke und belegten hinter Perković die Ränge sechs und sieben. Nach der langen Regenpause gelangen der Kroatin mit ihrem dritten Wurf 65,01 m, was sie aber nicht auf einen Medaillenrang brachte, sie war jetzt Vierte. Die Inderin Kamalpreet Kaur steigerte sich in dieser dritten Runde nach der Wettkampfunterbrechung auf 63,70 m, das war der sechste Platz für sie.
Von den vierten Würfen der Athletinnen waren nur drei gültig. Eine Veränderung gab es nur noch im fünften Durchgang. Kristin Pudenz verbesserte sich auf 66,86 m und zog damit vorbei an Pérez auf den Silberrang. Olympiasiegerin wurde Valarie Allman mit ihrem weiten Wurf aus Runde eins. Für die amtierende Weltmeisterin Yaimé Pérez blieb die Bronzemedaille, während Sandra Perković, die allerdings nicht mehr die glänzende Form früherer Jahre hatte, sich mit Platz vier begnügen musste. Fünfte wurde Liliana Cá, Kamalpreet Kaur kam auf Rang sechs.
Valarie Allman war nach Lillian Copeland (1932) und Stephanie Brown Trafton (2008) die dritte US-Athletin, die Gold im Diskuswurf gewann.

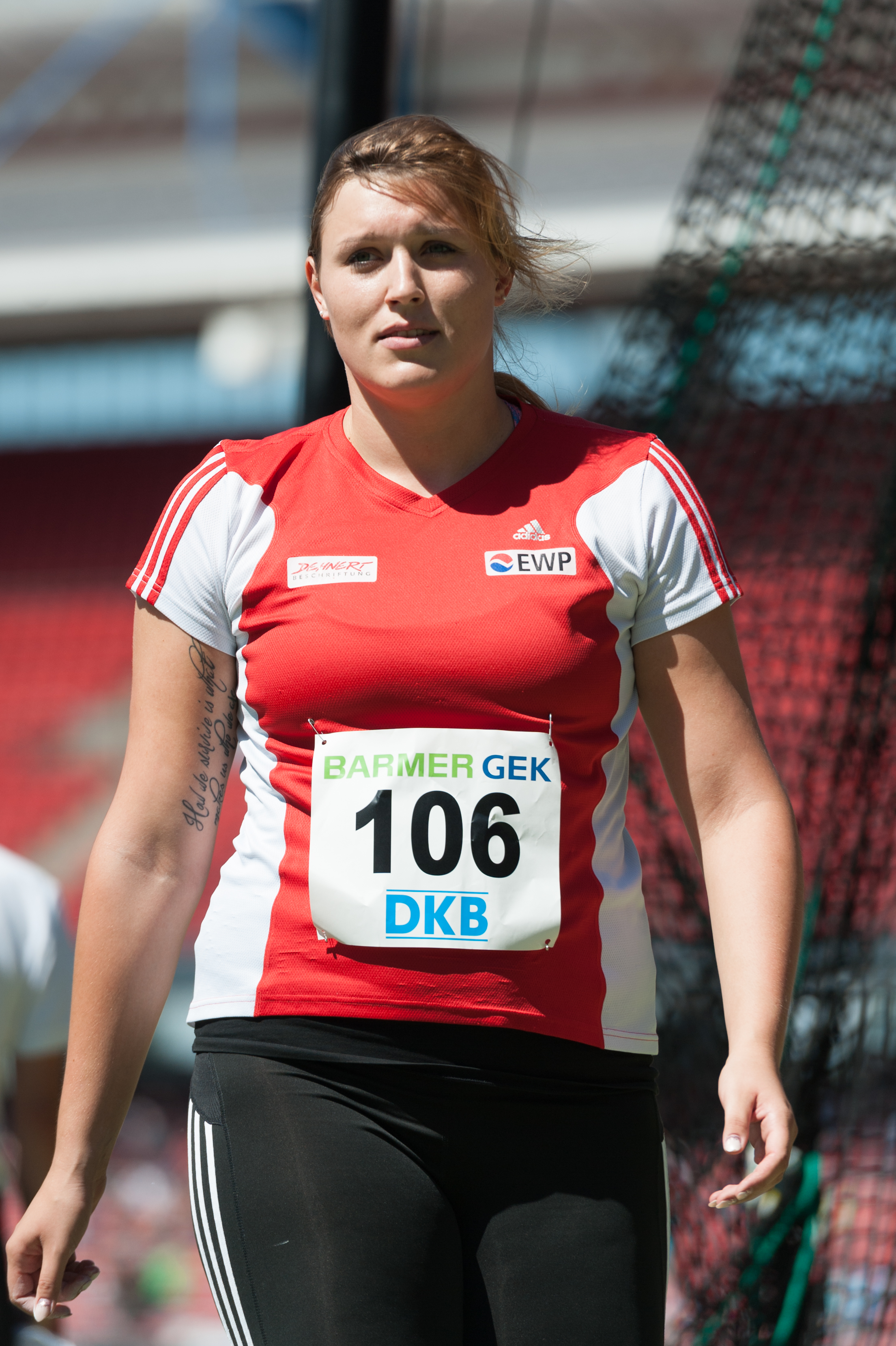
Silbermedaillengewinnerin Kristin Pudenz
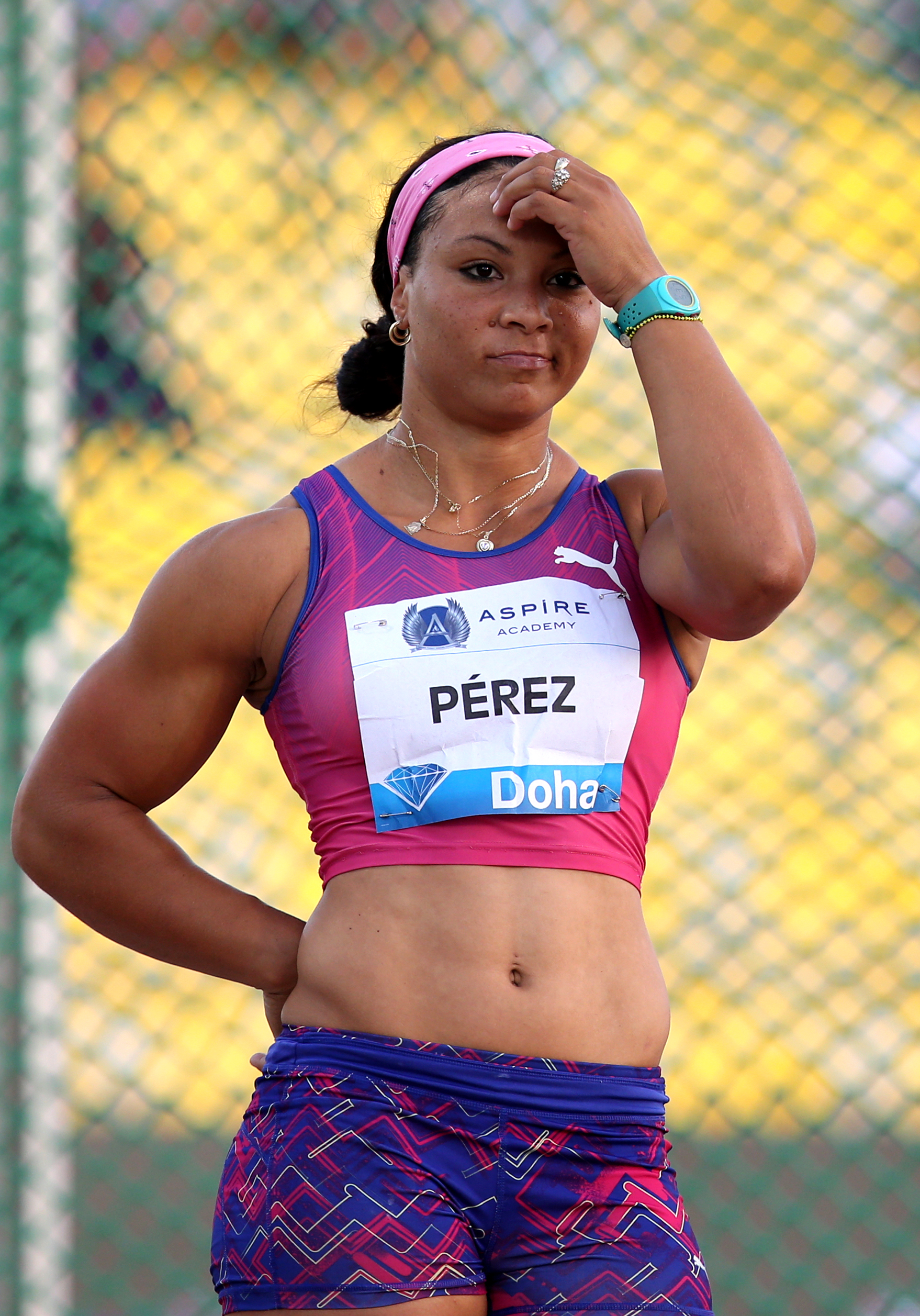
Bronzemedaillengewinnerin Yaimé Pérez
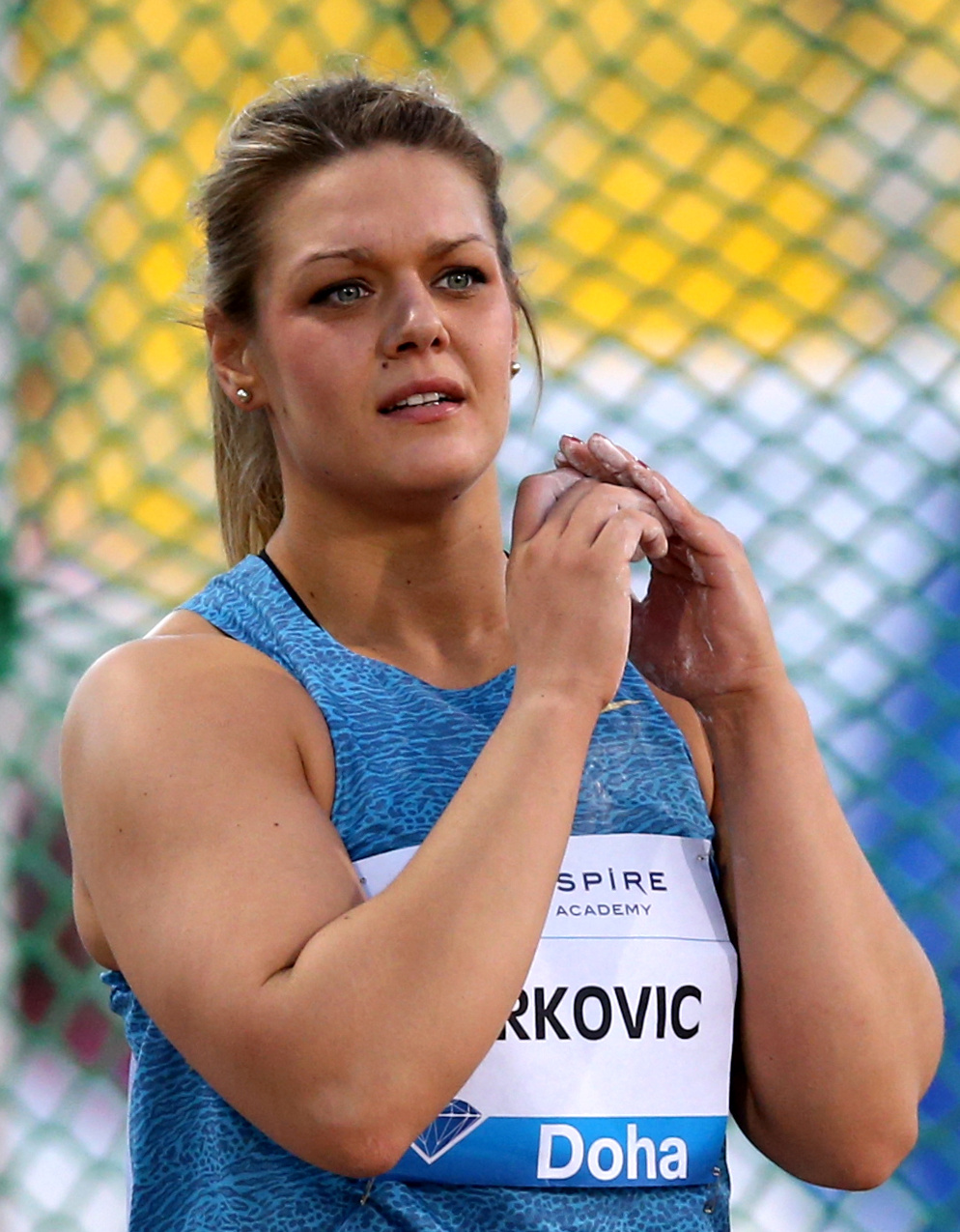
Sandra Perković hatte nicht mehr die ganz große Form früherer Jahre und belegte Rang vier
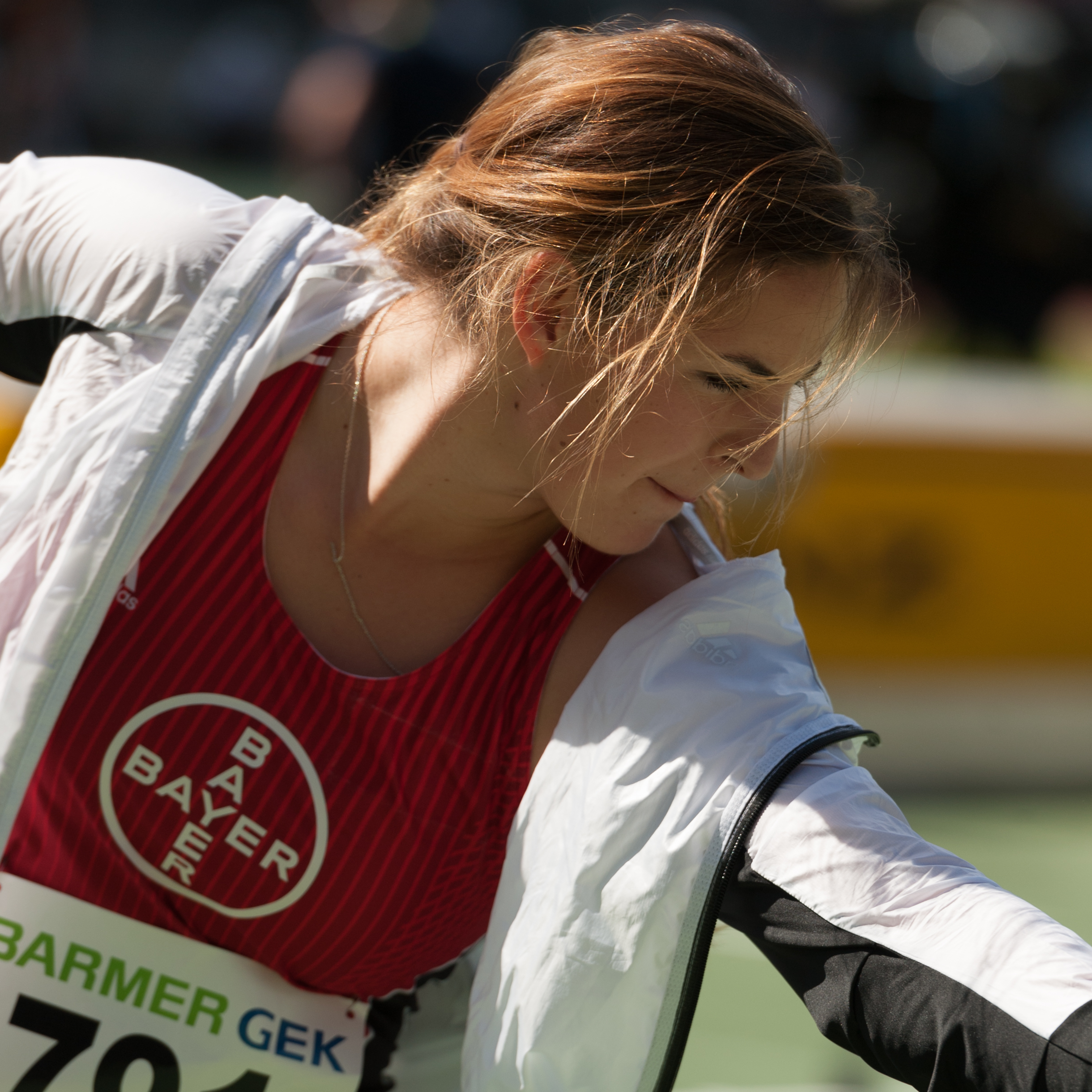
Marike Steinacker kam auf den achten Platz

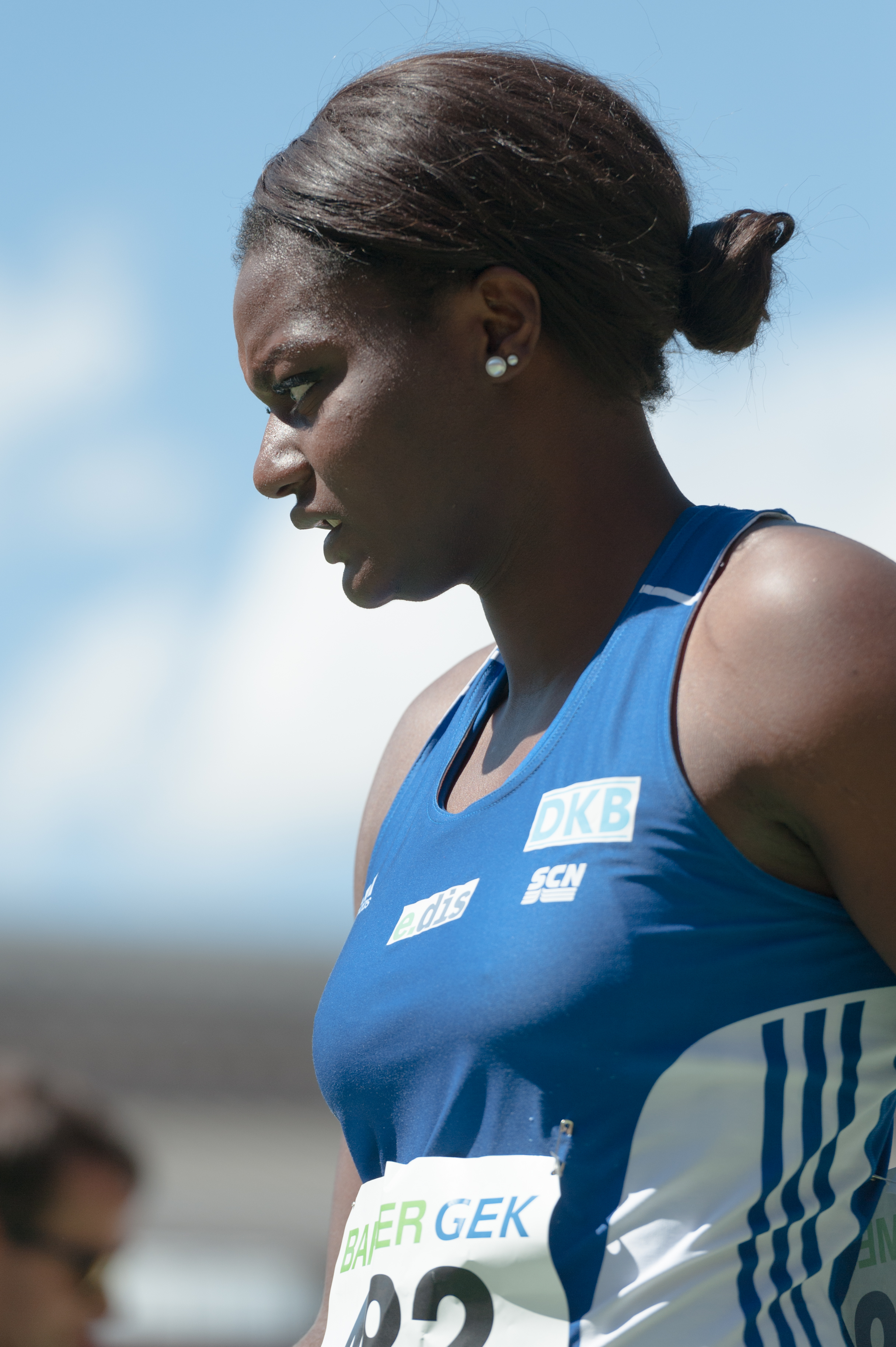
Die neuntplatzierte Claudine Vita
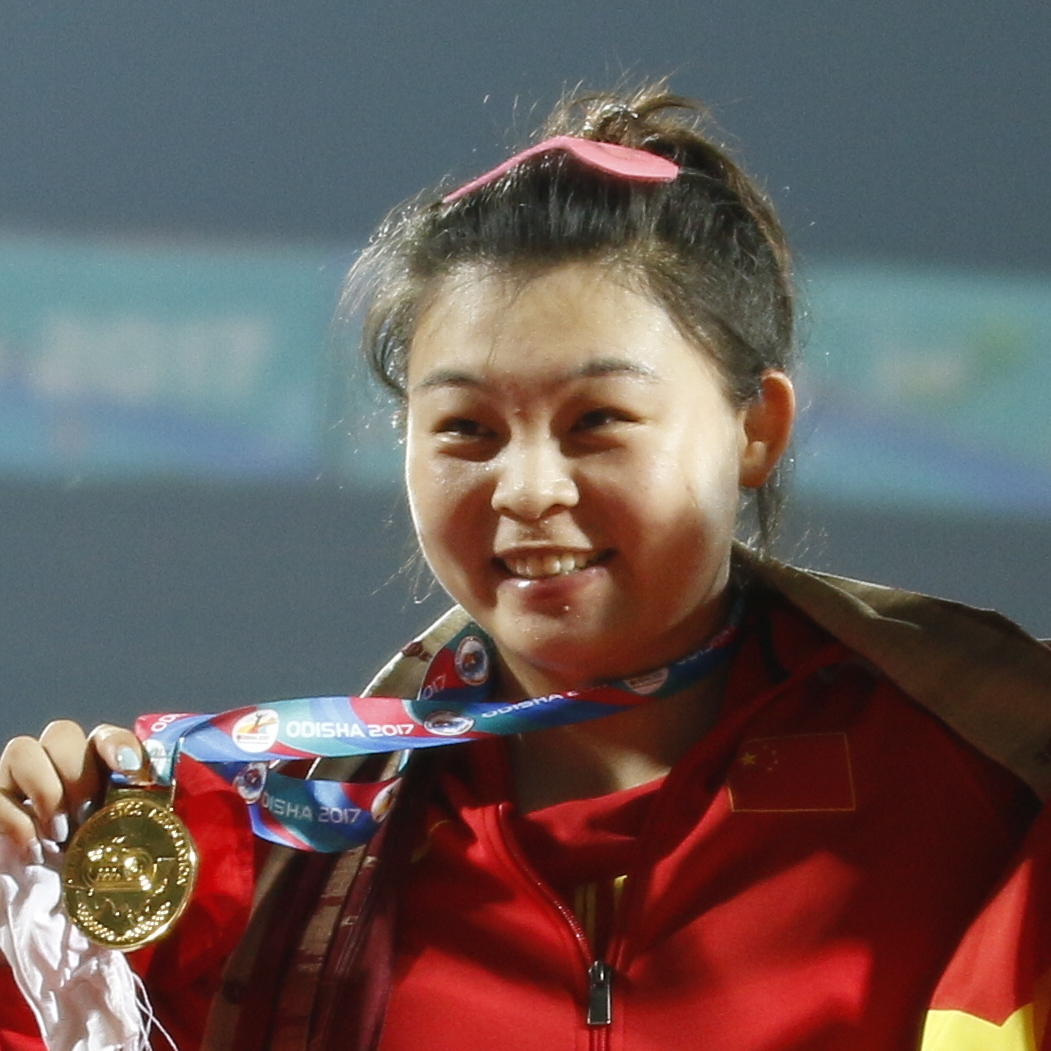
Rang zehn für Chen Yang
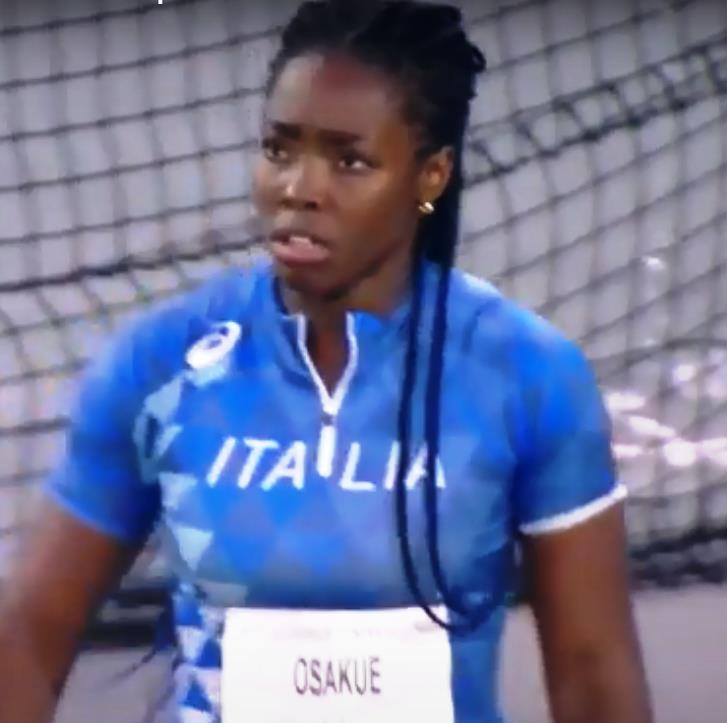
Daisy Osakue hatte in der Qualifikation italienischen Landesrekord geworfen und erreichte Platz zwölf

## Video
- Kamalpreet Kaur enters Olympic final, #Tokyo2020 Highlights, youtube.com, abgerufen am 7. Juni 2022